# 那賀川町みどり台
那賀川町みどり台（なかがわちょうみどりだい）は、徳島県阿南市の大字。2010年10月1日現在の人口はなし。郵便番号は〒779-1244。

## 地理
阿南市の北部に位置。東は紀伊水道に面し、西は那賀川町工地、北は那賀川町芳崎に接する。地内のほとんどが徳島県立出島野鳥公園として整備されており、南部にはコート・ベール徳島ゴルフクラブがある。

### 河川
- 苅屋川
- 出島川

## 歴史
2006年（平成18年）3月20日に那賀郡那賀川町が阿南市と合併し、阿南市那賀川町みどり台になる。

## 施設
- 徳島県立出島野鳥公園
- コート・ベール徳島ゴルフクラブ